# Füsilier Wipf (Film)
Füsilier Wipf ist ein Schweizer Spielfilm von Leopold Lindtberg und Hermann Haller aus dem Jahr 1938, basierend auf dem gleichnamigen Roman von Robert Faesi. Es handelt sich um einen Schlüsselfilm der Geistigen Landesverteidigung.

«Füsilier Wipf ist die filmische Bearbeitung einer literarischen Novelle, die in der Zeit von 1914–1918 in den herrlichen Schweizer-Bergen spielt. Was Sie hier sehen, ist weder ein Militär- noch ein Kriegsfilm.
In ernster und auch heiterer Weise ziehen die Episoden aus dem Zivil- und Militärleben eines jungen Schweizers vorüber und verdichten sich zu einer fesselnden Handlung, in der natürlich auch das romantische Liebeserlebnis des Helden nicht fehlt. Die prachtvollen Bergriesen der eindrucksvollen Alpenwelt bilden den plastischen Hintergrund zu dem abwechslungsreich gestalteten Filmgeschehen.»

## Handlung
Am 1. August 1914 diskutieren Kunden im Friseursalon von Coiffeurmeister Wiederkehr – darunter der Notar und der Metzger – die Mobilmachung von Deutschland, Belgien und Russland. Auch die Schweizer Armee wird mobilisiert, und der Coiffeurgehilfe Reinhold Wipf wird zum Grenzschutz aufgeboten. Er leistet in den Walliser Bergen, an den Tessiner Seen und in den jurassischen Wäldern Aktivdienst und in dieser Zeit wird aus dem linkischen, unerfahrenen und etwas verweichlichten Burschen ein Soldat, der sich den Respekt von Kameraden und Vorgesetzten erwirbt. Der Militärdienst trennt ihn auch von Rosa Wiederkehr, der etwas affektierten Tochter seines Lehrmeisters – dafür findet er in der bodenständigen Vreneli seine grosse Liebe.

## Kritik
«Im technischen Standard deutlich seiner Entstehungszeit verhaftet, vermittelt der Propagandafilm interessante Einblicke in die Stimmung der Schweiz im Jahr 1938.»

## Synchronisation
Der Film wurde im Filmtechnischen Laboratorium Käge & Seuthe in Zürich synchronisiert.